# Лагевники (Келецький повіт)
Лагевники (пол. Łagiewniki) — село в Польщі, у гміні Хмельник Келецького повіту Свентокшиського воєводства.
Населення — 539 осіб (2011).
У 1975—1998 роках село належало до Келецького воєводства.

## Демографія
Демографічна структура на день 31 березня 2011 року:
|          | Загалом | Допрацездатний вік | Працездатний вік | Постпрацездатний вік |
| -------- | ------- | ------------------ | ---------------- | -------------------- |
| Чоловіки | 346     | 31                 | 265              | 50                   |
| Жінки    | 193     | 45                 | 109              | 39                   |
| Разом    | 539     | 76                 | 374              | 89                   |